# Carl Holmberg (justitieråd)
Carl Viktor Holmberg, född 31 januari 1919 i Stockholm, död 1 juli 2004 i Engelbrekts församling, Stockholm, var en svensk jurist och justitieråd 1965–1986. Han var ordförande för Högsta domstolen 1984–1986.
Holmberg blev juris kandidat vid Stockholms högskola 1943, genomförde tingstjänstgöring 1943–1946, blev fiskal vid Svea hovrätt 1946, var tingssekreterare vid Södertörns domstol 1948–1950, blev assessor vid Svea hovrätt 1954 och hovrättsråd 1961. Han var lagbyråchef vid Justitiedepartementet 1961–1963 (t.f. från 1960) och statssekreterare där 1963–1965. 1965 utsågs han till justitieråd. Holmberg är begravd på Sandsborgskyrkogården i Stockholm.

## Utmärkelser
- Kommendör med stora korset av Nordstjärneorden, 3 december 1974.[4]